# (5961) 1989 YH1
(5961) 1989 YH1 là một tiểu hành tinh vành đai chính. Nó được phát hiện bởi Robert H. McNaught ở Đài thiên văn Siding Spring ở Canberra, Australia, ngày 30 tháng 12 năm 1989.